# Elymus nipponicus
Elymus nipponicus là một loài thực vật có hoa trong họ Hòa thảo. Loài này được Jaaska mô tả khoa học đầu tiên năm 1974.